# Mustafa Gazdal Moskee
De Mustafa Gazdal Moskee is een moskee in de stad Qusar in het noorden van Azerbeidzjan.

## Geschiedenis
De Mustafa Gazdal Moskee werd in 1998 gebouwd door het Presidium voor Godsdienstzaken. Het is gebouwd in de Ottomaanse stijl.